# 韓棟 (明朝)
韓棟（16世紀—16世紀），字遡高，南直隸安慶府懷寧縣人，明朝政治人物。

## 生平
韓棟是嘉靖四十年（1561年）辛酉科應天鄉試第八十四名舉人，授江夏知縣，他不逢迎上級，得張居正所重，官員們都稱讚他；某天張居正之子路經江夏，長官在黃鶴樓設宴，部下都前往參與，事事滿足唯恐對方不悅，只有他借醉解下衣冠離開，說：「隨從替我執拾行李，我上書辭官了。」撫按強留不得，回鄉以酒自娛，不和縣內少年來往，說：「我老得不耐揖拜。」在城外三十里建蘧廬自給，不入城市三十年，死後入祀鄉賢祠。

## 引用
1. 1 2  民國《懷寧縣志·卷十八·仕業》：韓棟，字遡高，嘉靖辛酉舉人，授湖廣江夏知縣，簡素不媚上官，為張居正所重，諸臺司因頗譽之，一日居正子過江夏，大吏宴之黃鶴樓，屬令治具視，公子所欲必致之，惟懼令之不備無以結懽公子，令固不懌，又數數以事語令，棟醉扣几而歌嗚嗚，即起解衣冠下階趨出，呼：「從者仲治裝，吾且上書乞骸骨也。」撫按強留之不得竟歸，以酒自娛，恥與里中少年伍，曰：「吾老不耐揖拜。」一日去城三十里，得蘧廬而止耕鑿自給，不入城市三十年，祀鄉賢。長子一元，歲貢生；次仲琦，武進士；次一光。一光，字麗陽，崇禎戊辰進士……